# Vincenzo Stefano Breda
Vincenzo Stefano Breda (Limena, 30 aprile 1825 – Padova, 4 gennaio 1903) è stato un ingegnere, imprenditore e politico italiano.

## Biografia
Si laurea nel 1847 in scienze matematiche e successivamente, come dipendente della ditta di costruzioni Talachini, è direttore dei lavori durante la costruzione della ferrovia Venezia-Milano (Padova - Vicenza, Vicenza - Verona, Verona - Brescia) e compie le prime mosse come imprenditore nel 1854 quale socio della Società per le strade ferrate dell'Italia Centrale. Nel marzo 1867, come candidato della Destra, è eletto per la prima volta deputato, carica che manterrà fino al 1879. Nel 1872 fu tra i fondatori della Società Veneta Costruzioni Pubbliche, di cui assunse la presidenza per oltre vent'anni; nel 1884 fu tra coloro che promossero le Acciaierie di Terni. Partecipò all'edificazione di importanti opere architettoniche, tra cui il Palazzo delle Finanze, sede del ministero delle finanze e il quartiere residenziale dell'Esquilino a Roma, oltre alla costruzione del forte Aurelia Antica e del forte Braschi.
Nel resto d'Italia si occupò fra l'altro della realizzazione degli acquedotti di Venezia e Napoli e dell'ampliamento e ristrutturazione dei porti di Genova e di Palermo. Già nel 1881, infatti, Breda aveva acquisito la maggior parte del capitale della Società alti forni e fonderie di Terni, principale fornitrice delle tubazioni di ghisa utilizzate dalla Società Veneta per l'acquedotto di Venezia e poi per l'acquedotto di Napoli; all'inizio del 1884, il consiglio di amministrazione della Veneta aveva deliberato la trasformazione dell'impresa in una nuova società per la produzione dell'acciaio, di cui Breda aveva assunto la gestione.
Tra i suoi interessi vanno annoverate la politica (cinque volte deputato e poi senatore), e l'ippica: a lui, infatti, si deve la costruzione dell'Ippodromo Vincenzo Stefano Breda di Padova (che ancora porta il suo nome, pur essendo noto anche come Le Padovanelle.) Si trova a Ponte di Brenta, frazione di Padova dove Breda abitava.
Lasciò un profondo segno nella storia dello sviluppo economico e sociale dell'Italia contemporanea e per questo Padova lo ricorda con l'intitolazione di una via nelle centralissime Piazze, la cui lapide attribuisce a Breda anche la qualità di filantropo.

## Archivio
La documentazione prodotta da Vincenzo Stefano Breda durante il periodo di attività nell'azienda (1884-1903) è conservata nel fondo Breda dell'Archivio storico Breda conservato presso Fondazione ISEC. Istituto per la storia dell'età contemporanea. Il fondo filmico Breda (1921-1966) che documenta le attività svolte dalla Breda negli stabilimenti di Sesto San Giovanni è stato depositato dalla Fondazione ISEC presso l'Archivio nazionale del cinema d'impresa, mentre il fondo Acciai speciali Terni spa (1881-1973), che contiene anche documentazione precedente alla costituzione della società nel 1884, è tuttora conservato presso la società Acciai speciali Terni spa.

## Pia Fondazione Breda
Il nome dell'illustre padovano è ricordato da una fondazione (che gestisce fra l'altro l'ippodromo già nominato, oltre a varie attività di pubblica assistenza), la Pia Fondazione Vincenzo Stefano Breda,, coinvolta nel marzo 2008 in uno scandalo giudiziario. Nel primo grado del procedimento penale, gli imputati padovani Sergio Scalisi, ex consigliere d'amministrazione della Breda e l'imprenditore Federico Caporello, sono stati condannati rispettivamente a sei anni e sei mesi e a cinque anni e otto mesi di reclusione, mentre il geometra Stefano De Cia e il figlio dell'ex direttore dell'IPAB Liviano Cibin a due anni. Le imputazioni comprendono truffa ai danni dello Stato, corruzione e turbativa d'asta, falso ideologico e materiale.